# Gene Puerling
Eugene Thomas Gene Puerling (Milwaukee, 31 de marzo de 1929 - 25 de marzo de 2008) fue un cantante y arreglista vocal estadounidense.
Gene Puerling creó y dirigió los grupos vocales The Hi-Lo’s (donde cantó como barítono) y The Singers Unlimited.
En 1982 obtuvo un premio Grammy al «mejor arreglo vocal para dos o más voces» por su arreglo de A Nightingale Sang en Berkeley Square, interpretada por el grupo vocal The Manhattan Transfer.
Para la banda Singers Unlimited, hizo el arreglo de la canción latina One more time, Chuck Corea, que se utiliza en muchas bandas y conjuntos de jazz de escuelas secundarias y universitarias en Estados Unidos.
Además de The Hi-Lo’s y de The Singers Unlimited, contribuyó en el show de televisión de Rosemary Clooney y fue mentor de muchos cantantes y grupos, entre ellos The Beach Boys y Take Six.
Tenía una gran capacidad para adaptar los arreglos vocales y generar un respaldo armónico para varias bandas, entre ellas la de Frank Comstock.
Sus arreglos vocales y estructuras de acordes eran clásicas y reconocibles al instante.
Vivió sus últimos años en San Anselmo (California).
Murió en un hospital en el condado de Marín, días antes de cumplir 79 años, por una complicación de la diabetes que padecía.